# Lalmohan
Lālmohan är en ort i Bangladesh.   Den ligger i provinsen Barisal, i den södra delen av landet, 160 km söder om huvudstaden Dhaka. Lālmohan ligger 10 meter över havet och antalet invånare är 42 220.
Terrängen runt Lālmohan är mycket platt. Runt Lālmohan är det mycket tätbefolkat, med 1 095 invånare per kvadratkilometer.. Närmaste större samhälle är Uttar Char Fasson, 12,6 km söder om Lālmohan. 
Trakten runt Lālmohan består till största delen av jordbruksmark.